# Lindsay Rose
Lindsay Rose (Rennes, 8 de fevereiro de 1992) é um futebolista profissional francês, naturalizado mauriciano que atua como defensor. Atualmente defende o Aris.

## Carreira
Lindsay Rose começou a carreira no Laval.